# Skandar Amini
Skandar Amini (* 2000) ist ein deutscher Filmschauspieler.

## Leben
Amini ist ein deutscher Nachwuchsschauspieler mit afghanischen Wurzeln. 
2016 wurde er Mitglied der Jugend-Performance-Gruppe am Thalia Theater. 
Seine erste Fernsehrolle hatte Amini 2017 als Episodenhauptrolle in der Fernsehserie Großstadtrevier. 2018 stand er als „Amir“ für den ZDF-Krimi Gespenster vor der Kamera. Seit der vierten Staffel gehört Amini als Kriminaloberkommissar Samir Amari zum Ermittlerteam der ZDF-Serie SOKO Potsdam.

## Filmografie
- 2017: Großstadtrevier (Fernsehserie)
- 2018–2019: Die Pfefferkörner (Fernsehserie)
- 2018: Hanna (Streaming-Serie) (eine Folge, namenlose Rolle als „Kurdish boy“)
- 2018: Gespenster (Fernsehfilm)
- 2019: Vermisst in Berlin (Fernsehfilm)
- 2019: In Wahrheit: Still ruht der See
- seit 2021: SOKO Potsdam (Fernsehserie)
- 2021: Die Rettung der uns bekannten Welt (Kinofilm)
- 2024: Always on the Run (Musikvideo)
- 2025: Großstadtrevier (Fernsehserie, Folge Bruderkrieg)